# Dear Lie
"Dear Lie" é uma canção do grupo americano TLC. Foi escrito por Kenneth "Babyface" Edmonds e pela integrante da banda Tionne "T-Boz" Watkins para o terceiro álbum de estúdio do trio, FanMail (1999), com produção de Edmonds.
A música foi lançada como o terceiro e último single do álbum em novembro de 1999 nos Estados Unidos, depois de "No Scrubs" e "Unpretty". Embora tenha conseguido entrar no top 40 na Dinamarca, Holanda, Nova Zelândia, Suécia, Suíça e Reino Unido, foi amplamente considerada com pouco sucesso em comparação com os sucessos anteriores de "No Scrubs" e "Unpretty", chegando ao número 51 em o Billboard Hot 100. Um videoclipe de acompanhamento, dirigido por Bille Woodruff, foi filmado, mas só foi ao ar em países estrangeiros. "Dear Lie" não foi destaque em Now & Forever the Hits (2003), The Very Best of TLC: CrazySexyHits (2007) e 20 (2013). Foi, no entanto, incluído em We Love TLC (2009).

## Videoclipe
Um videoclipe de "Dear Lie", dirigido por Bille Woodruff, foi filmado em 26 de setembro de 1999. Este vídeo apresenta partes de solo de Chilli e T-Boz em um apartamento, e cenas de "performances" de T-Boz, Left Eye e Chilli em um corredor durante o refrão. Lopes é mostrada correndo pelo corredor, batendo nas portas antes de sair do quadro. O vídeo só foi lançado em países estrangeiros e foi ao ar exclusivamente na MTV UK em 9 de dezembro de 1999.

## Desepenho

### Paradas semanais
| Chart (1999)                                   | Maior posição |
| ---------------------------------------------- | ------------- |
| O campo songid é OBRIGATÓRIO PARA PARADA ALEMÃ | 37            |
| Austrália (ARIA)                               | 35            |
| Bélgica (Ultratop 50 de Flandres)              | 36            |
| Bélgica (Ultratip Bubbling Under da Valônia)   | 20            |
| Canadá (RPM)                                   | 49            |
| Canadá (RPM Top Singles)                       | 19            |
| Escócia (Scottish Singles Chart)               | 40            |
| Estados Unidos (Billboard Hot 100)             | 51            |
| Estados Unidos (Billboard Mainstream Top 40)   | 22            |
| Estados Unidos (Billboard R&B/Hip-Hop Songs)   | 70            |
| Estados Unidos (Billboard Rhythmic)            | 21            |
| Europa (European Hot 100 Singles)              | 54            |
| França (SNEP)                                  | 40            |
| Irlanda (IRMA)                                 | 12            |
| Nova Zelândia (Recorded Music NZ)              | 10            |
| Países Baixos (Dutch Top 40)                   | 17            |
| Países Baixos (Single Top 100)                 | 26            |
| Reino Unido (UK Singles Chart)                 | 31            |
| Reino Unido (OCC UK R&B)                       | 6             |
| Suécia (Sverigetopplistan)                     | 24            |
| Suíça (Schweizer Hitparade)                    | 29            |

## Vendas e certificações
| Região                                         | Certificação | Vendas   |
| ---------------------------------------------- | ------------ | -------- |
| Estados Unidos (RIAA)                          | Prata        | 200,000^ |
| ^distribuições baseadas apenas na certificação |              |          |